# Vegyes biatlonváltó a 2018. évi téli olimpiai játékokon
A 2018. évi téli olimpiai játékokon a biatlon vegyes váltó versenyszámát február 20-án rendezték. Az aranyérmet a francia csapat nyerte. A versenyszámban nem vett részt magyar csapat.

## Végeredmény
A verseny helyi idő szerint 20:15-kor, magyar idő szerint 12:15-kor kezdődött. Az időeredmények másodpercben értendők.
| Helyezés | R  | Csapat                                                                                                   | Idő                                       | Lövőhiba (F+Á)                          | Hátrány |
| -------- | -- | --- | ----------------------------------------- | --------------------------------------- | ------- |
| Arany    | 7  | Franciaország (FRA) · Marie Dorin Habert · Anaïs Bescond · Simon Desthieux · Martin Fourcade             | 1:08:34,3 15:51,1 16:46,4 17:58,4         | 0+1 0+3 0+0 0+0 0+1 0+3 0+0 0+0         | –       |
| Ezüst    | 1  | Norvégia (NOR) · Marte Olsbu · Tiril Eckhoff · Johannes Thingnes Bø · Emil Hegle Svendsen                | 1:08:55,2 16:16,9 16:55,1 17:24,4 18:18,8 | 0+5 1+6 0+2 0+1 0+2 1+3 0+0 0+1 0+1 0+1 | +20,9   |
| Bronz    | 2  | Olaszország (ITA) · Lisa Vittozzi · Dorothea Wierer · Lukas Hofer · Dominik Windisch                     | 1:09:01,2 15:44,1 16:34,4 18:17,4 18:25,3 | 0+1 0+6 0+0 0+0 0+0 0+3 0+0 0+1 0+1 0+2 | +26,9   |
| 4.       | 3  | Németország (GER) · Vanessa Hinz · Laura Dahlmeier · Erik Lesser · Arnd Peiffer                          | 1:09:01,5 15:46,3 16:02,3 18:14,7 18:58,2 | 0+2 1+5 0+0 0+0 0+0 0+1 0+0 0+1 0+2 1+3 | +27,2   |
| 5.       | 11 | Fehéroroszország (BLR) · Nadezhda Skardino · Darja Domracsava · Sergey Bocharnikov · Vladimir Chepelin   | 1:09:29,8 16:10,7 16:10,5 18:29,8 18:38,8 | 0+2 0+1 0+0 0+0 0+0 0+1 0+1 0+0         | +55,5   |
| 6.       | 8  | Finnország (FIN) · Laura Toivanen · Kaisa Mäkäräinen · Tero Seppälä · Olli Hiidensalo                    | 1:09:38,2 16:46,6 16:01,2 18:30,6 18:19,8 | 0+1 0+2 0+0 0+1 0+0 0+0 0+1 0+1 0+0 0+0 | +1:03,9 |
| 7.       | 10 | Ukrajna (UKR) · Iryna Varvynets · Yuliia Dzhima · Dmytro Pidruchnyi · Artem Pryma                        | 1:09:46,4 16:18,6 16:29,6 18:22,9 18:35,3 | 0+3 0+2 0+1 0+0 0+1 0+0 0+1 0+1 0+0 0+1 | +1:12,1 |
| 8.       | 13 | Csehország (CZE) · Veronika Vítková · Markéta Davidová · Ondřej Moravec · Michal Krčmář                  | 1:10:13,6 16:07,4 16:54,6 18:24,4 18:47,2 | 0+5 0+3 0+2 0+1 0+3 0+0 0+0 0+1         | +1:39,3 |
| 9.       | 6  | Olimpikonok Oroszországból (OAR) · Uljana Kajseva · Tatyjana Akimova · Anton Babikov · Matvej Jeliszejev | 1:10:49,1 16:20,9 16:41,9 18:16,9 19:29,4 | 0+6 0+4 0+2 0+1 0+0 0+1 0+1 0+1 0+3 0+1 | +2:14,8 |
| 10.      | 18 | Ausztria (AUT) · Lisa Hauser · Katharina Innerhofer · Simon Eder · Julian Eberhard                       | 1:10:56,3 16:53,8 17:09,9 18:11,5 18:41,1 | 0+6 0+8 0+1 0+3 0+2 0+3 0+1 0+0 0+2 0+2 | +2:22,0 |
| 11.      | 5  | Svédország (SWE) · Mona Brorsson · Hanna Öberg · Jesper Nelin · Fredrik Lindström                        | 1:11:07,5 17:37,5 16:23,7 18:29,5 18:36,8 | 0+2 2+6 0+0 2+3 0+0 0+1 0+2 0+1 0+0 0+1 | +2:33,2 |
| 12.      | 15 | Kanada (CAN) · Rosanna Crawford · Julia Ransom · Brendan Green · Christian Gow                           | 1:11:11,0 16:18,8 17:14,5 18:57,9 18:39,8 | 0+2 0+7 0+1 0+1 0+0 0+2 0+1 0+2 0+0 0+2 | +2:36,7 |
| 13.      | 9  | Svájc (SUI) · Elisa Gasparin · Lena Häcki · Benjamin Weger · Serafin Wiestner                            | 1:11:31,4 16:48,1 17:21,8 18:02,7 19:18,8 | 1+6 0+7 0+1 0+3 1+3 0+2 0+1 0+0 0+1 0+2 | +2:57,1 |
| 14.      | 12 | Szlovénia (SLO) · Urška Poje · Anja Eržen · Klemen Bauer · Jakov Fak                                     | 1:11:55,6 16:55,3 17:59,5 18:05,0 18:55,8 | 0+0 1+7 0+0 0+2 0+0 1+3 0+0 0+0 0+0 0+2 | +3:21,3 |
| 15.      | 19 | Egyesült Államok (USA) · Susan Dunklee · Joanne Reid · Timothy Burke · Lowell Bailey                     | 1:12:05,4 16:07,9 18:50,7 18:29,1 18:37,7 | 0+3 3+6 0+2 0+0 0+0 3+3 0+0 0+3 0+1 0+0 | +3:31,1 |
| 16.      | 14 | Lengyelország (POL) · Magdalena Gwizdoń · Kamila Żuk · Andrzej Nędza-Kubiniec · Grzegorz Guzik           | 1:12:17,9 16:10,0 16:38,8 19:39,3 19:49,8 | 0+4 0+4 0+1 0+0 0+0 0+2 0+0 0+1 0+3 0+1 | +3:43,6 |
| 17.      | 16 | Bulgária (BUL) · Emilia Yordanova · Daniela Kadeva · Krasimir Anev · Vladimir Iliev                      | 1:12:31,7 16:49,9 17:46,0 18:56,2 18:59,6 | 0+7 0+4 0+1 0+0 0+2 0+1 0+1 0+3 0+3 0+0 | +3:57,4 |
| 18.      | 20 | Kazahsztán (KAZ) · Galina Vishnevskaya · Alina Raikova · Roman Yeremin · Maxim Braun                     | 1:14:13,7 16:09,1 17:39,5 20:12,0 20:13,1 | 3+4 0+3 0+0 0+1 3+3 0+0 0+1 0+1         | +5:39,4 |
| 19.      | 17 | Litvánia (LTU) · Natalija Kočergina · Diana Rasimovičiūtė · Tomas Kaukėnas · Vytautas Strolia            | körhátrány 18:16,3 körhátrány 0           | 0+4 1+3 0+2 1+3 0+2 0+0 0               |         |
| 20.      | 4  | Szlovákia (SVK) · Paulína Fialková · Anastasiya Kuzmina · Matej Kazár · Martin Otčenáš                   | körhátrány 21:33,9 körhátrány 0           | 4+6 1+4 4+3 1+3 0+3 0+1 0               |         |